# アンドリヤ・パヴロヴィッチ
アンドリヤ・パヴロヴィッチ（セルビア語: Андрија Павловић, Andrija Pavlović, 発音: [ǎndrija pǎːʋloʋitɕ]、1993年11月16日 - ）は、セルビアのサッカー選手。
デンマーク・スーペルリーガ・ブレンビーIF所属。サッカーセルビア代表。
ポジションはFW。

## クラブ歴
ユーゴスラビア連邦共和国ベオグラードに生まれた。FKミリツィオナルでサッカーを始め、FKラド・ベオグラードに移籍、マルコ・ニコリッチに指導を受けた。2010-11シーズン最終節にプロ初出場。その後経験を積むためにFKパリッチ、FK BASKに期限付き移籍し、トップチーム昇格。2013年9月14日にセルビア・スーペルリーガ初得点を記録した。また25日にはセルビア・カップでも得点を記録した。2013-14シーズンの冬に退団。
2014年初めにFKチュカリチュキに移籍。膝の手術から復帰し、2013-14シーズンは半年で4試合に出場した。2014-15シーズンはリーグで21試合に出場、8月9日に移籍後初得点。このシーズンはウィンガーで起用される事も多かった。ニコラ・ストイリコヴィッチが退団するとレギュラーのセンターフォワードとなり、2019年夏まで契約を延長した。
2015-16シーズンは開幕節でハットトリックを達成する出だしとなった。その後も半年でOFKベオグラードのみならずレッドスター・ベオグラードからも2得点を決める活躍を見せた。また、セルビア・カップでも2得点をあげた。2016年4月には5試合で10得点を記録し、月間最優秀選手にノミネートされた。リーグ戦36試合で18得点4アシストを記録し、同シーズンセルビア・スーペルリーガベストイレブンに選出された。
2016年6月9日に5年契約でデンマーク・スーペルリーガの強豪FCコペンハーゲンに移籍。
2016-17の初シーズンから主力のFWとして定着し、リーグ戦35試合で8得点4アシストを記録。UEFAチャンピオンズリーグ予選も突破し、本大会を含めて合計8試合に出場、2得点を記録した。
同シーズン、国内リーグ戦とカップ戦に優勝し2冠を達成した。
2018年4月にオーストリア・ブンデスリーガのSKラピード・ウィーンが彼と2021年までの契約で合意し、2018-19シーズン開始とともに加入する事を発表した。
2018-19シーズンは、UEFAヨーロッパリーグにも出場。カップ戦では5試合で4得点1アシストを決め、チームのオーストリア・カップ戦準優勝の原動力になった。
2019-20シーズンはキプロス・ファーストディビジョンのAPOELニコシアに期限付き移籍した。
COVID-19の世界的流行の影響によりリーグは中断されたものの21試合に出場し、5得点1アシストを記録、UEFAチャンピオンズリーグの予選とUEFAヨーロッパリーグ本大会では12試合に出場、5得点を記録した。
2020年9月19日、デンマーク・スーペルリーガに属するブレンビーIFに4年契約で移籍した。
2020-21シーズンは、国内リーグ優勝を果たした。

## 代表歴
U-20代表としての出場歴がある。2013年にはU-21代表に数回招集されたが出場はなかった。2015年にはカタールU-23代表戦のメンバーに選出されU-23代表として出場した。
2015-16シーズンのクラブでの活躍から、スラヴォリュブ・ムスリン監督がセルビア代表に彼を招集した。2016年5月のキプロス代表との親善試合で代表初出場となった。

## 個人成績

### クラブ
30 August 2021現在
| クラブ             | 年度    | リーグ                           | リーグ | リーグ | カップ | カップ | UEFA | UEFA | 合計 | 合計 |
| クラブ             | 年度    | ディビジョン                     | 出場   | 得点   | 出場   | 得点   | 出場 | 得点 | 出場 | 得点 |
| ------------------ | ------- | -------------------------------- | ------ | ------ | ------ | ------ | ---- | ---- | ---- | ---- |
| ラド               | 2010–11 | セルビア・スーペルリーガ         | 1      | 0      | 0      | 0      | —    | —    | 1    | 0    |
| ラド               | 2011–12 | セルビア・スーペルリーガ         | 2      | 0      | 0      | 0      | —    | —    | 2    | 0    |
| ラド               | 2012–13 | セルビア・スーペルリーガ         | 14     | 1      | 1      | 1      | —    | —    | 15   | 2    |
| ラド               | 合計    | 合計                             | 17     | 1      | 1      | 1      | 0    | 0    | 18   | 2    |
| パリッチ (ローン)  | 2011–12 | ゾーンスカ・リーガ               | 21     | 5      | —      | —      | —    | —    | 21   | 5    |
| BASK (ローン)      | 2012–13 | スルプスカ・リーガ               | 9      | 6      | —      | —      | —    | —    | 9    | 6    |
| チュカリチュキ     | 2013–14 | セルビア・スーペルリーガ         | 4      | 0      | —      | —      | —    | —    | 4    | 0    |
| チュカリチュキ     | 2014–15 | セルビア・スーペルリーガ         | 21     | 1      | 4      | 0      | 4    | 0    | 29   | 1    |
| チュカリチュキ     | 2015–16 | セルビア・スーペルリーガ         | 36     | 18     | 2      | 2      | 4    | 0    | 42   | 20   |
| チュカリチュキ     | 合計    | 合計                             | 61     | 19     | 6      | 2      | 8    | 0    | 75   | 21   |
| コペンハーゲン     | 2016–17 | デンマーク・スーペルリーガ       | 35     | 8      | 4      | 1      | 11   | 2    | 50   | 11   |
| コペンハーゲン     | 2017–18 | デンマーク・スーペルリーガ       | 20     | 7      | 1      | 0      | 12   | 4    | 33   | 11   |
| コペンハーゲン     | 合計    | 合計                             | 55     | 15     | 5      | 1      | 23   | 6    | 83   | 22   |
| ラピード・ウィーン | 2018–19 | オーストリア・ブンデスリーガ     | 20     | 4      | 5      | 4      | 4    | 0    | 29   | 8    |
| APOEL (ローン)     | 2019–20 | キプロス・ファーストディビジョン | 21     | 5      | 2      | 0      | 13   | 5    | 36   | 10   |
| ブレンビー         | 2020–21 | デンマーク・スーペルリーガ       | 20     | 4      | 1      | 0      | —    | —    | 21   | 4    |
| ブレンビー         | 2021–22 | デンマーク・スーペルリーガ       | 16     | 0      | 2      | 3      | 6    | 0    | 24   | 3    |
| ブレンビー         | 合計    | 合計                             | 26     | 4      | 3      | 3      | 6    | 0    | 45   | 7    |
| 総通算             | 総通算  | 総通算                           | 240    | 59     | 22     | 11     | 54   | 11   | 316  | 81   |

### 代表個人成績
- 国際Aマッチ 5試合 0得点（2016年 - ）

| セルビア代表 | 国際Aマッチ | 国際Aマッチ |
| 年           | 出場        | 得点        |
| ------------ | ----------- | ----------- |
| 2016         | 5           | 0           |
| 通算         | 5           | 0           |

## タイトル
FKチュカリチュキ
- セルビア・カップ優勝:1回（2014-15）

FCコペンハーゲン
- デンマーク・スーペルリーガ優勝:1回（2016-17）
- デンマーク・カップ優勝:1回（2016-17）

ブレンビーIF
- デンマーク・スーペルリーガ優勝:1回（2020-21）